# Erjon Rizvanolli
Erjon Rizvanolli (Tirana, 14 agosto 1981) è un ex calciatore albanese, di ruolo attaccante.

## Palmarès

### Club

#### Competizioni nazionali
- Supercoppa d'Albania: 1

Tirana: 2001
- Campionato albanese: 1

Elbasani: 2005-2006